# Premi Turia a la millor pel·lícula espanyola
El Premi Turia a la millor pel·lícula espanyola és un guardó atorgat anualment per la Cartelera Turia des de 1992, en la gala dels Premis Turia. En ella s'honren els assoliments del món de la cultura i l'espectacle.

## Guardonats
| Any  | Pel·lícula                                      | Director                       |
| ---- | ----------------------------------------------- | ------------------------------ |
| 2018 | Life and Nothing More                           | Antonio Méndez Esparza         |
| 2017 | El hombre de las mil caras                      | Alberto Rodríguez              |
| 2016 | A cambio de nada                                | Daniel Guzmán                  |
| 2015 | La isla mínima                                  | Alberto Rodríguez              |
| 2014 | La herida                                       | Fernando Franco                |
| 2013 | El artista y la modelo                          | Fernando Trueba                |
| 2012 | No habrá paz para los malvados                  | Enrique Urbizu                 |
| 2011 | Pa negre                                        | Agustí Villaronga              |
| 2010 | Celda 211                                       | Daniel Monzón                  |
| 2009 | Los girasoles ciegos                            | José Luis Cuerda               |
| 2008 | Mataharis                                       | Icíar Bollaín                  |
| 2007 | Ficció                                          | Cesc Gay                       |
| 2006 | La vida secreta de les paraules                 | Isabel Coixet                  |
| 2006 | Habana Blues                                    | Benito Zambrano                |
| 2005 | Núvols d'estiu                                  | Felipe Vega                    |
| 2004 | Soldados de Salamina                            | David Trueba                   |
| 2003 | Los lunes al sol                                | Fernando León de Aranoa        |
| 2002 | Lucía y el sexo                                 | Julio Medem                    |
| 2002 | Anita no perd el tren                           | Ventura Pons                   |
| 2001 | Mones com la Becky                              | Joaquim Jordà i Núria Villazan |
| 2001 | Krámpack                                        | Cesc Gay                       |
| 2000 | Solas                                           | Benito Zambrano                |
| 1999 | Los amantes del círculo polar                   | Julio Medem                    |
| 1998 | Secretos del corazón                            | Montxo Armendáriz              |
| 1997 | Tierra                                          | Julio Medem                    |
| 1997 | El techo del mundo                              | Felipe Vega                    |
| 1996 | Nadie hablará de nosotras cuando hayamos muerto | Agustín Díaz Yanes             |
| 1995 | Días contados                                   | Imanol Uribe                   |
| 1994 | El sol del membrillo                            | Víctor Erice                   |
| 1993 | Belle Époque                                    | Fernando Trueba                |
| 1992 | Amantes                                         | Vicente Aranda                 |
| 1992 | Innisfree                                       | José Luis Guerín               |